# Esso Languedoc
L'Esso Languedoc est un supertanker de type Very Large Crude Carrier (VLCC), construit de 1972 à 1973 aux Chantiers  AG Weser à Brême en Allemagne pour Esso Tankers Inc qui le cède en 1974 à Esso S.A.F.
L'un des plus gros navire de la compagnie pétrolière, il est annoncé comme le deuxième d'une série de huit navires commandés par la compagnie française Esso S.A.F pour faire face aux besoins croissants de la France. La flotte pétrolière d'Esso S.A.F. s'accroit ensuite de l'Esso Normandie en septembre 1974 et de l'Esso Picardie en janvier 1976.
Le nom de Languedoc avait déjà été donné à un pétrolier, acquis en 1954 par la Société française de transports pétroliers (Maison Worms & Cie), coulé en 1974 au large du Sénégal à la suite d'un incendie.

## Propulsion
- Une turbine à vapeur General Electric de 31 550 ch
- Vitesse en charge : 16 nœuds

## Baptême
Le baptême du pétrolier Esso Languedoc se déroule le 11 juillet 1973 jour de son lancement dans le port de Brême, sous la présidence  d'Henri Lamaison, PDG d'Esso S.A.F., dont l'épouse est la marraine du navire.

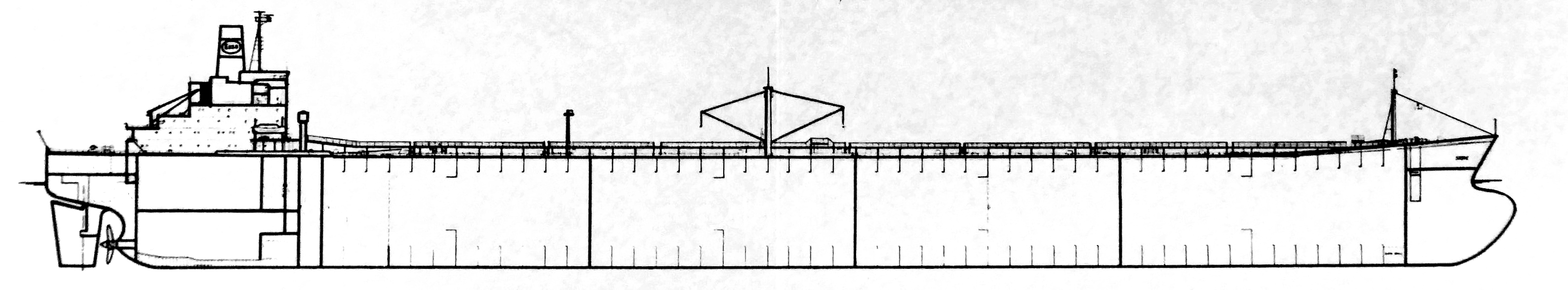
Silhouette du pétrolier Esso Languedoc (1973)

## Incidents de mer
- En 1980, l'Esso Languedoc subit l'assaut d'une vague scélérate au large de Durban en Afrique du Sud[2]
- Le 12 décembre 1981, l'Esso Languedoc faisant route sur le golfe de Thaïlande croise une petite embarcation en dérive transportant une vingtaine de personnes au bord de l'épuisement, sans vivres, qui lui font des signes de détresse. Le pétrolier stoppe, envoie un filet et remonte à bord 11 hommes, 5 femmes et 7 enfants tous d'origine vietnamienne. Ces 23 naufragés sont pris en charge par l'équipage du pétrolier jusqu'à Singapour où, remis aux représentants de l'ONU le 1er janvier 1980, ils sont considérés comme boat-people[3].